# تشیتسا
تشیتسا (به صربی: Tešica) یک منطقهٔ مسکونی در صربستان است که در الکسیناتس واقع شده‌است. تشیتسا ۱٬۸۸۸ نفر جمعیت دارد.